# Song gaoseng chuan
Song gaoseng chuan (język chiński 宋高僧傳, pinyin Sòng gāosēng zhuàn; język koreański 송고승전 Song kosŭng chŏn; język japoński Sō kōsōden; język wietnamski Tống cao tăng truyền; pol. Biografie wybitnych mnichów Song) – jedno z głównych dzieł do poznania historii wczesnego buddyzmu w Chinach i chanu poprzez biografie.

## Tekst
Dzieło to powstało w 988 roku i zostało napisane przez historyka buddyjskiego Zanninga na żądanie dworu cesarskiego. Należy do tego samego nurtu, co wcześniejsza praca Xu gaoseng zhuan napisana przez Daoxuana w roku 667.
Praca ta była całkowicie inna od późniejszych tekstów pisanych z pozycji sekciarskich i napisanych dla promowania linii przekazu. Song gaoseng chuan jest napisane wykorzystując podział na kategorie, takie jak np. Tłumacze, Komentatorzy, Czyniący Cuda czy Praktykujący Medytację (chan). Dzieło to wykazuje pewne zmiany, które zaszły w ciągu trzystu lat dzielących oba teksty. O ile w Xu gaoseng zhuan dwie kategorie Tłumaczy i Komentatorów dotyczyły aż 42% (295) mnichów z ogólnej liczby biografii 705 osób, to w Song gaoseng chuan Tłumacze i Komentatorzy zawierają 21% (138) z 656 biografii mnichów. Wyraźnie widać, że nastąpiła zmiana ze sposobu stania się "wybitnym" z uczoności na korzyść tych, którzy zajmowali się praktyką, wiarą i zdobywaniem zasług.
Pewna zmiana nastąpiła w kategorii Praktykujących Medytację, czyli mnichów chan. W Xu gaoseng chuan stanowili 134 osoby, czyli 19%. Natomiast w Song gaoseng chuan - 132 osoby, czyli 20.1%. W innych kategoriach, takich jak Wyjaśniacze Dyscypliny, Promotorzy Pracy Zasług i Różni Przywołujący Cnoty nastąpił także wyraźny wzrost przewyższając liczbę tłumaczy. Te zmiany stały się zwłaszcza wyraźne w biografiach mnichów z X wieku. Znalazły tam swoje odzwierciedlenie zarówno np. rosnąca regionalizacja Chin, co było związane z upadkiem dynastii Tang, jak i zmiany w społeczeństwie chińskim wynikające z politycznych wstrząsów, zmiany w charakterze elit itp. Te zmiany wpłynęły na styl praktykowanego buddyzmu i utorowały drogę do nowego rodzaju buddyjskiej elity.
Czyny i zdarzenia związane z poszczególnymi mnichami zostały zapisane według standardowej kategorii "znawstwo" bez względu na ich przynależność do różnych szkół. Ta kategoria wskazywała na zasadniczą tożsamość mnicha, znak mnisiej "wybitności".
Tak jak do innych tekstów z gatunku "gaoseng chuan" tak do biografii w Song gaoseng chuan należy podchodzić krytycznie. Część z nich ma wyraźnie hagiograficzny charakter. Jednym z głównych źródeł były inskrypcje nagrobne (chiń. taming) komponowane jako rodzaj eulogii upamiętniających zmarłych buddyjskich nauczycieli.
Praca ta doczekała się krytycznych uwag od Juefana Huihonga (1071–1128), który uważał, że stworzenie aż 10 kategorii mnichów było spowodowane arbitralną chęcią klasyfikowania. Dlatego też występują nietrafne zaklasyfikowania mnichów. Niektórzy, jak np. Yunmen Wenyan, jeden z głównych mistrzów chan, w ogóle został pominięty.
W Song gaoseng chuan pojawia się po raz pierwszy termin yulu ("zapisane wypowiedzi"), który stanie się wkrótce odrębnym gatunkiem literatury chan.

## Autor
Zanning (919-1001) był buddyjskim uczonym oraz urzędnikiem na dworze królewskim w Wuyue. Służył jako administrator sanghi. Był mnichem związanym ze szkołą Winai (chiń. lu). Mimo tego zaakceptował ważność szkoły chan w Wuyue, a nawet uznał ją za najwyższe wyrażenie buddyzmu, całkowicie zgodne z ortodoksyjnymi buddyjskimi naukami. Ponieważ w Wuyue przeważała linia przekazu fayan, Zanning popierał głównie tę szkołę interpretacji chanu.
Według niego dwie wielkie tradycje buddyjskiej medytacji - chan i tiantai - zdominowały historię chińskiego buddyzmu. I chociaż podejścia do medytacji szkoły chan i szkoły guan (tiantai) różnią się, to są one również wysoce zgodne i powinny być wdziane w harmonii. Łączenie tradycji medytacji chan i tiantai było w Wuyue powszechne. Chan przeważał, ale zainspirowane przez mnichów chan ożywienie góry Tiantai jako centrum życia religijnego, spowodowało zwiększone zainteresowanie doktryną tiantai.
Zanning był także naturalnie zainteresowany chanem jako instytucją winai. Szczególnie niepokoiło go roszczenie chanu do bycia oddzielną instytucją, co było jednym z elementów jego aspiracji do doktrynalnej niezależności. Według niego nie było żadnych podstaw dla odróżnienia się niezależnych klasztorów chan od regularnych klasztorów winai, gdyż ci, którzy specjalizowali się w praktyce medytacji i ci, którzy specjalizowali się w studiach doktrynalnych, żyli w tych samych klasztorach, ale w oddzielnych ich częściach. Zanning taktownie zaaprobował nawet innowacje chanistyczne przypisywane Baizhangowi Huaihaiowi, które dotyczyły ogólnych spraw doktrynalnych i również bardziej szczegółowych, gdyż zbiegły się one z założeniem winai, że reformy nie znalezione w oryginalnych monastycznych regułach są dopuszczalne jeśli przyczyniają się do czystości praktykujących.
Zanning uważał także, iż sutry Śakjamuniego reprezentują zasadnicze nauki buddyjskie, a słowa Bodhidharmy są tylko uzupełniające. Prawdziwa spuścizna chanu leży w tym, ze powinien być praktykowany razem ze studiami doktryny buddyjskiej, w żadnym wypadku nie niezależnie. Wypowiadał się krytycznie o autonomii chanu, zarówno z punktu widzenia doktrynalnego jak i instytucjonalnego.
Takie rozumienie chanu wprowadził w okres dynastii Song. Było ono wtedy wygłaszane jako oficjalne stanowisko rządowe, dzięki temu, że Zanning piastował najwyższe stanowisko buddyjskie na dworze Songów i pisma wychodzące stamtąd miały potwierdzenie cesarskie. Po śmierci Zanninga nie przeprowadzono żadnego oficjalnego ataku na takie widzenie chanu. Tak więc wizja chanu propagowana przez Zanninga i Fayana Wenyi istniała przez jakiś czas, aż rosnąca w siłę linia linji narzuciła swoje odmienne rozumienie, chociaż wchłonęła szkołę fayan.
Innym jego dziełem było Dasong seng shilue (Zarys historii sanghi wielkiej dynastii Song).